# Hamza Merdj
Hamza Merdj, né le 16 octobre 1993, est un coureur cycliste algérien.

## Palmarès et résultats

### Palmarès par année
- 2012
  -  Contre-la-montre par équipes aux championnats arabes des clubs[n 1]
  -  Médaillé d'argent du championnat d'Afrique sur route espoirs
  - 5e du championnat d'Afrique sur route
- 2014
  - Tour de El Kantara

### Classements mondiaux
| Année           | 2013 |
| --------------- | ---- |
| UCI Africa Tour | 60e  |